# Circonscription électorale d'Okinawa
La circonscription électorale d'Okinawa (沖縄県選挙区, Okinawa-ken senkyo-ku) est une subdivision électorale de la Chambre des conseillers du Japon, représentant la préfecture d'Okinawa. Deux conseillers y sont élus au scrutin uninominal majoritaire à un tour.

## Conseillers
| Série 1 (1970 : 2e, mandat de 1 ans) | Série 1 (1970 : 2e, mandat de 1 ans) | Élection | Série 2 (1970 : 1er, mandat de 4 ans) | Série 2 (1970 : 1er, mandat de 4 ans) |
| ------------------------------------ | ------------------------------------ | -------- | ------------------------------------- | ------------------------------------- |
|                                      | Ichirō Inamine (ja) (PLD)            | 1970,    |                                       | Shin'ei Kyan (ja) (Ind.)              |
| 1971                                 | Ichirō Inamine (ja) (PLD)            |          |                                       | Shin'ei Kyan (ja) (Ind.)              |
| 1974                                 | Ichirō Inamine (ja) (PLD)            |          |                                       | Shin'ei Kyan (ja) (Ind.)              |
| 1977                                 | Ichirō Inamine (ja) (PLD)            |          |                                       | Shin'ei Kyan (ja) (Ind.)              |
| 1980                                 | Ichirō Inamine (ja) (PLD)            |          |                                       | Shin'ei Kyan (ja) (Ind.)              |
| ,1982                                | Ichirō Inamine (ja) (PLD)            |          | Shinjun Ōshiro (ja) (PLD)             |                                       |
|                                      | Shin'ei Kyan (Ind.)                  | 1983     | Shinjun Ōshiro (ja) (PLD)             |                                       |
| 1986                                 | Shin'ei Kyan (Ind.)                  |          | Shinjun Ōshiro (ja) (PLD)             |                                       |
| 1989                                 | Shin'ei Kyan (Ind.)                  |          | Shinjun Ōshiro (ja) (PLD)             |                                       |
| 1992                                 | Shin'ei Kyan (Ind.)                  |          | Sōkō Shimabuku (ja) (Ind.)            |                                       |
|                                      | Kantoku Teruya (ja) (Ind.)           | 1995     | Sōkō Shimabuku (ja) (Ind.)            |                                       |
| 1998                                 | Kantoku Teruya (ja) (Ind.)           |          | Sōkō Shimabuku (ja) (Ind.)            |                                       |
|                                      | Junshirō Nishime (ja) (PLD)          | 2001     | Sōkō Shimabuku (ja) (Ind.)            |                                       |
| 2004                                 | Junshirō Nishime (ja) (PLD)          |          | Keiko Itokazu (ja) (Ind.)             |                                       |
| ,2007                                | Junshirō Nishime (ja) (PLD)          |          | Aiko Shimajiri (Ind.)                 |                                       |
|                                      | Keiko Itokazu (Ind.)                 | 2007     | Aiko Shimajiri (Ind.)                 |                                       |
| 2010                                 | Keiko Itokazu (Ind.)                 |          | Aiko Shimajiri (PLD)                  |                                       |
|                                      | Keiko Itokazu (PSO)                  | 2013     | Aiko Shimajiri (PLD)                  |                                       |
| 2016                                 | Keiko Itokazu (PSO)                  |          | Yōichi Iha (ja) (Ind.)                |                                       |
|                                      | Tetsumi Takara (ja) (Ind.)           | 2019     | Yōichi Iha (ja) (Ind.)                |                                       |
| 2022                                 | Tetsumi Takara (ja) (Ind.)           |          | Yōichi Iha (ja) (Ind.)                |                                       |
|                                      | Sachika Takara (ja) (Ind.)           | 2025     | Yōichi Iha (ja) (Ind.)                |                                       |